# 185150 Panevezys
185150 Panevezys è un asteroide della fascia principale. Scoperto nel 2006, presenta un'orbita caratterizzata da un semiasse maggiore pari a 2,5781748 UA e da un'eccentricità di 0,1487829, inclinata di 1,43039° rispetto all'eclittica.
L'asteroide è dedicato all'omonima città della Lituania.